# 元宇品公園

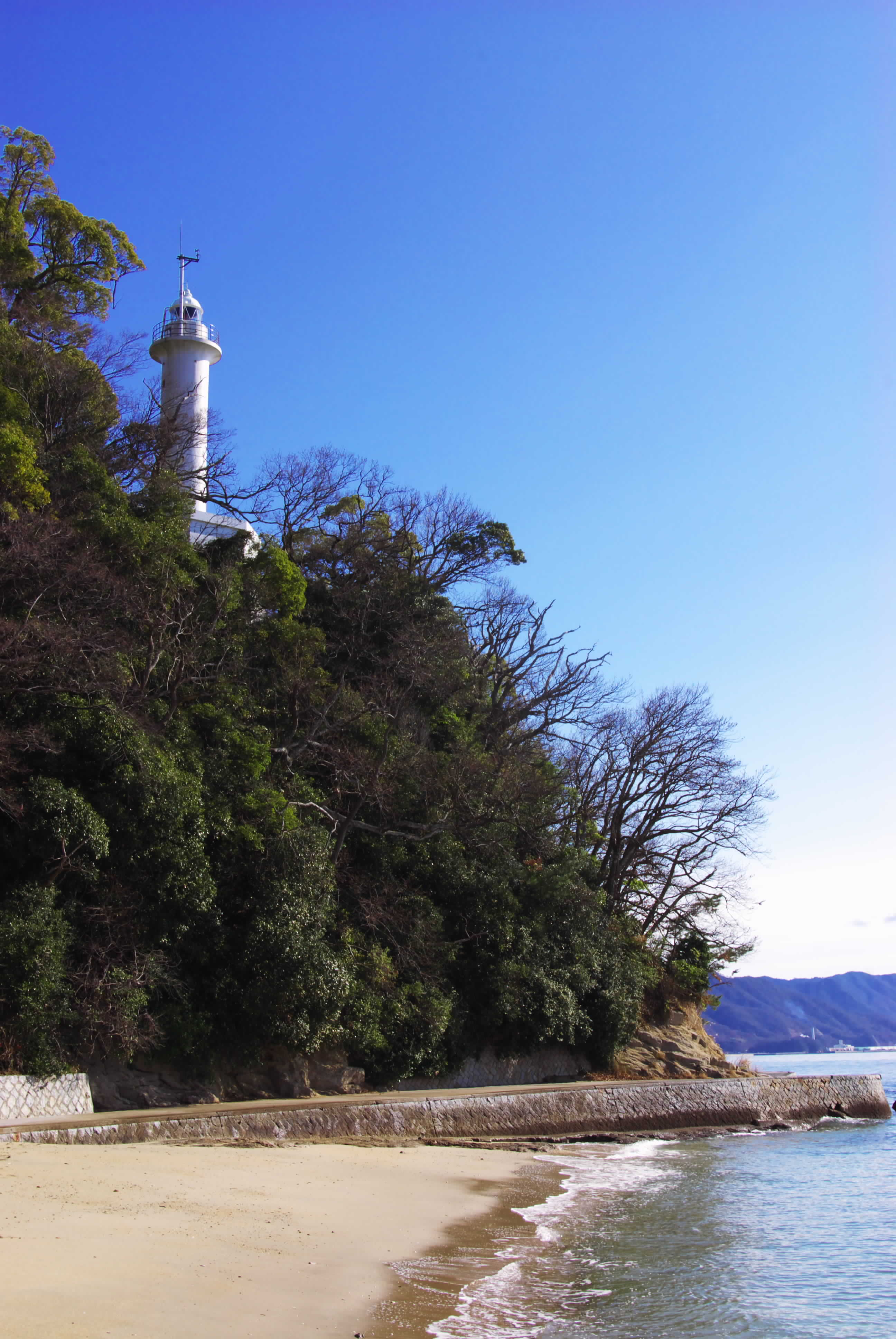
宇品灯台

元宇品公園（もとうじなこうえん）は、広島県広島市南区元宇品町（宇品島）にある都市公園（風致公園）である。公園の大部分が瀬戸内海国立公園特別地域に指定されている。

## 概要
公園が位置する宇品島は広島平和記念資料館から約5キロメートルの場所にある。島のおよそ西半分が元宇品公園である。陸繋島であることから、公共交通機関を使って訪れることも可能である。また、近くには広島港がある。公園内には、クスノキ、ツブラジイ、ヤブツバキ、カクレミノ、アベマキ、クロキなどの広葉照葉樹の原生林が広がっている。一年を通じて海岸では釣りをする人が多く、夏には海水浴で賑うが、犯罪防止を目的に夜間の立入が禁止されている（1971年7月16日から）。
G7サミット首脳会談がこの区域内にあるグランドプリンスホテル広島で開かれていた関係による通行規制の一環で、島内の住民を対象とした“識別証”や島内世帯の自動車を対象とした“車両証”による特別な証明書を持たないと通行できないことが開催5日前の2023年5月19日から会期終了日（5月21日）まで実施され、両者とも事前申請制であった。

## アクセス
- 広島駅から広島電鉄「広島港（宇品）」行き乗車、「元宇品口」下車、徒歩30分[5]
- 広島バス21-1号線グランドプリンスホテル広島行、シーサイド病院入口 - グランドプリンスホテル広島間のバス停で下車。
- JR 広島駅新幹線口（北口）から グランドプリンスホテル広島行無料シャトルバスで約25分。[6]
- 広島高速3号線宇品ランプから1キロメートル[7]。